# Roman de Rou
Roman de Rou és una crònica versificada escrita «Pour remembrer des ancessours Les faiz et les diz et les mours» en anglonormand per Wace, que abasta la història del Ducat de Normandia des de l'època de Rollon fins a la batalla de Tinchebray, el 1106.
Segons l'autor va ser una obra encomanada pel rei Enric II d'Anglaterra. Una bona part del text està dedicat a Guillem el Conqueridor i a la Conquesta normanda d'Anglaterra. Wace va fonamentar el seu relat en la tradició oral, és a dir, no només en informació provinent de documents sinó també del testimoni (indirecte, perquè la batalla de Hastings és el 1066 i els testimonis directes ja no serien vius) de persones que van participar en la batalla de Hastings.
Com a curiositat, cal dir que el Roman de Rou parla de la visió al cel del cometa de Halley, que també apareix al Tapís de Bayeux. La poca popularitat d'aquesta obra evidencia una manca d'interès per la història del Ducat de Normandia fins a la seva incorporació dins el regne de França el 1204.

## Gènesi i contingut

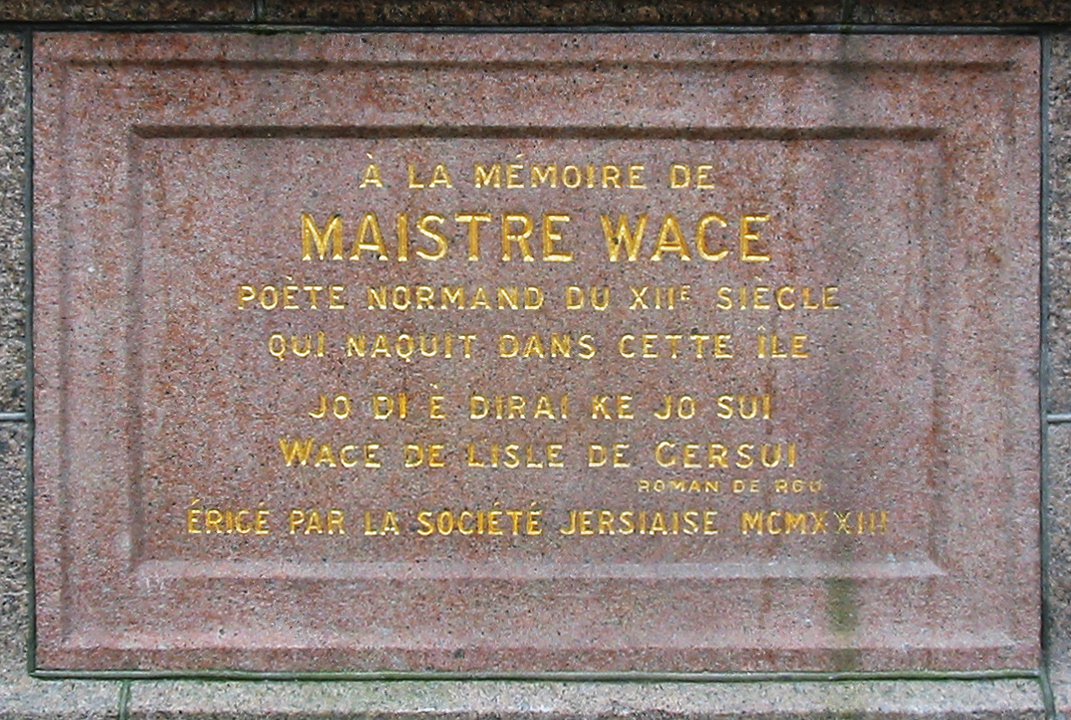
Tal com se cita en aquest monument a Saint Helier, Wace informa al lector del Roman de Rou que va néixer a Jersey.

- La geste voil de Rou et dez Normanz conter  (v. 43)

El Roman de Rou és l'epopeia nacional de Normandia, que explica la seva història i la dels vikings de Rou o Roll, és a dir Rollon. Wace no només informa dels fets històrics. Afegeix comentaris sobre la vida i el caràcter dels seus personatges, anècdotes on l'antagonisme entre normands i francesos és un tema recurrent. Després de l'èxit del seu roman de Brut, explicant la història dels anglesos, aparentment Wace va rebre l'encàrrec d'Enrique II Plantagenet d'escriure una relació similar sobre els orígens dels normands i la seva conquesta d'Anglaterra.
Wace va deixar la narració abans del final, informant el lector en les últimes línies de la 3ª part que el rei havia donat la mateixa tasca a un tal «Maistre Beneeit»", que es creu que és Benet de Sant -Maur. El treball es va iniciar el 1160 i sembla que Wace va realitzar les seves darreres revisions a mitjans dels anys setanta.
El Roman de Rou consta de quatre parts.
La primera és una crònica invertida cronològicament de 315 versos alexandrins, on es repassa la història dels ducs normands des d'Enric II d'Anglaterra fins a Rol·ló. La segona està composta per 4425 versos alexandrins i descriu la fundació del ducat per Rol·ló i la seva biografia fins al 965. La tercera part és la més important, està composta d'11.440 versos octosíl·labs i narra la història del ducat des del 965 fins a la batalla de Tinchebray l'any 1106. Els historiadors pensen que la darrera part, que apareix a algunes edicions i consta de 750 versos octosíl·labs coneguts com Le Romaunz de Rou et des dus de Normendie, no és més que un esborrany ser un esborrany precoç a mig acabar, abandonat abans de ser reintegrat a la versió final Alguns historiadors pensen que el poema no està acabat perquè el rei va deixar de subvencionar Wace potser per no estar d'acord amb la seva versió dels fets..

## Idioma
L'idioma en què està escrit és l'anglonormand, una antiga llengua parlada durant l'edat mitjana a Anglaterra, especialment a la cort i entre els nobles. Es considera un dialecte del normand, una llengua romànica que es parla a Normandia, al nord de França. També es considera un precedent del jerseiès. Wace, en emprar aquest idioma, va ser innovador, ja que en el seu moment el llatí era la llengua majoritàriament triada per als escrits.